# Sao Đỏ
Sao Đỏ là phường trung tâm của thành phố Chí Linh, tỉnh Hải Dương, Việt Nam.

## Địa lý
Phường Sao Đỏ nằm ở trung tâm thành phố Chí Linh, có vị trí địa lý:
- Phía đông giáp phường Thái Học
- Phía tây giáp phường Văn An
- Phía nam giáp phường Chí Minh
- Phía bắc giáp phường Cộng Hòa.

Phường Sao Đỏ có diện tích 5,62 km², dân số năm 2010 là 24.026 người, mật độ dân số đạt 4.275 người/km².

## Lịch sử
Tháng 12 năm 1960, Ủy ban Hành chính tỉnh Hải Dương quyết định thành lập một nông trường Quốc doanh để khai thác lâm thổ sản ở khu vực Bãi Chám, xã Cộng Hòa, huyện Chí Linh, lấy tên là nông trường Sao Đỏ (theo bí danh của nhà cách mạng Nguyễn Lương Bằng). Ngày 27 tháng 3 năm 1978, thị trấn Sao Đỏ, thị trấn huyện lỵ huyện Chí Linh được thành lập theo Quyết định số 52-BT của Bộ trưởng Phủ Thủ tướng trên cơ sở nông trường Sao Đỏ.
Ngày 24 tháng 9 năm 2009, Bộ Xây dựng ban hành Quyết định 241/QĐ-BXD công nhận thị trấn Sao Đỏ là đô thị loại IV.
Ngày 12 tháng 2 năm 2010, Chính phủ ban hành Nghị quyết 09/NQ-CP về việc thành lập thị xã Chí Linh và thành lập phường Sao Đỏ thuộc thị xã Chí Linh trên cơ sở toàn bộ 561,64 ha diện tích tự nhiên và 24.026 người của thị trấn Sao Đỏ.
Ngày 10 tháng 1 năm 2019, Ủy ban Thường vụ Quốc hội ban hành Nghị quyết 623/NQ-UBTVQH14 thành lập thành phố Chí Linh trên cơ sở toàn bộ diện tích và dân số của thị xã Chí Linh, phường Sao Đỏ thuộc thành phố Chí Linh như hiện nay.

## Du lịch
Một số địa điểm du lịch, giải trí trên địa bàn phường Sao Đỏ:
- Du lịch: Đền Chu Văn An, Đền Cả
- Sân Golf Ngôi Sao Chí Linh
- Quảng trường Sao Đỏ
- Hồ Mật Sơn.

## Giao thông
Phường Sao Đỏ là nơi giao nhau giữa hai tuyến quốc lộ huyết mạch là Quốc lộ 18 và Quốc lộ 37.

## Giáo dục
- Trường Đại học Sao Đỏ.
- Trường Trung cấp nghề cơ giới, cơ khí xây dựng thuộc LICOGI (Tổng Công ty Xây dựng và phát triển hạ tầng)
- Trường Quân sự - Quân khu 3
- Trường Trung học Phổ thông Chí Linh
- Trường Trung học Phổ thông Trần Phú
- Trường THCS Chu Văn An
- Trường THCS Sao Đỏ
- Trường Tiểu học Sao Đỏ
- Trường Tiểu học Chu Văn An
- Trung tâm GDTX Chí Linh
- Trường Tiểu học Chu Văn An